# Томпсон, Маршалл
Ма́ршалл То́мпсон (англ. Marshall Thompson; 27 ноября 1925, Пеория, Иллинойс — 18 мая 1992, Ройал-Ок, Мичиган) — американский актёр кино и телевидения, изредка выступал как режиссёр, сценарист и продюсер.

## Биография
Джеймс Маршалл Томпсон родился 27 ноября 1925 года в городе Пеория (штат Иллинойс, США), но уже в следующем году с родителями переехал в Калифорнию. Отец — дантист, доктор Лоренс Б. Томпсон. Маршалл поступил в Западный колледж, планируя стать врачом, как и отец, но затем перешёл в Университетскую старшую школу Лос-Анджелеса, где учился в одном классе с Нормой Джин Бейкер.
В 1944 году Томпсон подписал контракт с киностудией Metro-Goldwyn-Mayer, и в том же году состоялся его актёрский дебют — небольшая роль без указания в титрах в фильме «Генри Олдрич — бойскаут». Первоначальное амплуа актёра — тихие задумчивые подростки. В 1950-х годах Томпсон ушёл из MGM, решив больше не связывать себя контрактами, стал фрилансером. В 1952 году впервые появился на телеэкране — в одном эпизоде сериала «Неожиданный».
В 1949 году Маршалл женился на девушке по имени Барбара Лонг — сестре известного актёра Ричарда Лонга. Пара прожила вместе 43 года до самой смерти актёра.
Маршалл Томпсон скончался 18 мая 1992 года от сердечной недостаточности в городе Ройал-Ок (штат Мичиган). Похоронен на Вествудском кладбище.

## Избранная фильмография
За свою кинокарьеру длиной 47 лет (1944—1991) Томпсон снялся в 116 фильмах и сериалах, в том числе в четырёх без указания в титрах и в одном короткометражном. Много снимался в 1940-х, 1950-х и первой половине 1960-х годов, вторую половину 1960-х годов почти полностью посвятил работе в телесериалах, а с начала 1970-х годов стал востребован значительно менее и на экранах (как в кино, так и на телевидении) стал появляться всё реже.

### Актёр на широком экране
- 1944 — Генри Олдрич — бойскаут[англ.] / Henry Aldrich, Boy Scout — старший патруля (в титрах не указан)
- 1944 — Пурпурное сердце[англ.] / The Purple Heart — Моррисон (в титрах не указан)
- 1945 — Часы[англ.] / The Clock — Билл
- 1945 — Долина решимости[англ.] / The Valley of Decision — Тед Скотт
- 1945 — Они были незаменимыми / They Were Expendable — энсин «Змей» Гарднер
- 1945 — Двойное благословение[англ.] / Twice Blessed — Джимми
- 1946 — Негодяй Баскомб[англ.] / Bad Bascomb — Джимми Холден
- 1946 — Бестолковое чудо[англ.] / The Cockeyed Miracle — Джим Григгс
- 1946 — Тайное сердце[англ.] / The Secret Heart — Брэндон Рейнольдс
- 1947 — Роман Роузи Ридж[англ.] / The Romance of Rosy Ridge — Бен Мак Бин
- 1948 — Дочь Б. Ф.[англ.] / B.F.'s Daughter — моряк
- 1948 — Возвращение[англ.] / Homecoming — штаб-сержант «Мак» Маккин
- 1948 — Слова и музыка[англ.] / Words and Music — Герберт Филдс
- 1948 — Командное решение[англ.] / Command Decision — капитан Джордж Вашингтон Беллпеппер Ли
- 1949 — Место преступления / Scene of the Crime — диктор в клубе «Фоль Де Роль» (в титрах не указан)
- 1949 — Розинна Маккой[англ.] / Roseanna McCoy — Толберт Маккой
- 1949 — Поле битвы / Battleground — Джим Лэйтон
- 1950 — Звёзды в моей короне[англ.] / Stars in My Crown — рассказчик за кадром
- 1950 — Загадочная улица / Mystery Street — Генри Шануэй
- 1950 — Врата дьявола[англ.] / Devil’s Doorway — Род Макдугалл
- 1950 — Наберите 1119 / Dial 1119 — Гюнтер Вайкофф
- 1951 — Высокая цель[англ.] / The Tall Target — Ланс Бофорт
- 1952 — Шесть моих заключённых[англ.] / My Six Convicts — Бливенс Скотт
- 1953 — Кедди[англ.] / The Caddy — Брюс Рибер
- 1955 — Боевое такси[англ.] / Battle Taxi — 2-й лейтенант Тим Вернон
- 1955 — Побег / Crashout — Билли Лэнг
- 1955 — Культ Кобры[англ.] / Cult of the Cobra — Том Маркел
- 1955 — В ад и обратно[англ.] / To Hell and Back — Джонсон
- 1955 — Доброе утро, мисс Дав[англ.] / Good Morning, Miss Dove — Уилфред Бэннинг Пендлтон-третий
- 1957 — Приманка на болоте[англ.] / Lure of the Swamp — Саймон Льют
- 1958 — Безликий демон / Fiend Without a Face — майор Джефф Каммингс
- 1958 — Оно! Ужас из космоса / It! The Terror from Beyond Space — астронавт полковник Эдвард Кэрратерс
- 1959 — Первый человек в космосе[англ.] / First Man into Space — командор Чарльз Эрнест Прескотт
- 1961 — Полёт на воздушном шаре / Flight of the Lost Balloon — доктор Джозеф Фарадей
- 1962 — Один в поле не воин / No Man Is an Island — Джон Сонненберг
- 1965 — Зебра на кухне[англ.] / Zebra in the Kitchen — бреющийся мужчина (в титрах не указан)
- 1966 — К берегам ада[англ.] / To the Shores of Hell — майор Грег Донахью
- 1966 — Вокруг света под водой[англ.] / Around the World Under the Sea — доктор Орин Хиллйард
- 1977 — Поворотный пункт / The Turning Point — Картер
- 1980 — Формула / The Formula — геолог
- 1982 — Белый пёс / White Dog — режиссёр
- 1991 — Макбэйн / McBain — мистер Рич

### Актёр телевидения
- 1953, 1957 — Театр Форда[англ.] / Ford Theatre — Джордж Уитмен (в 2 эпизодах)
- 1955, 1956 — Час United States Steel[англ.] / The United States Steel Hour — разные роли (в 2 эпизодах)
- 1955—1956 — Театр научной фантастики[англ.] / Science Fiction Theatre — разные роли (в 7 эпизодах)
- 1956—1957 — Театр NBC Matinee[англ.] / NBC Matinee Theater — Дэвид / Клиффорд Пинчеон (в 5 эпизодах)
- 1959 — Мир гигантов[англ.] / World of Giants — Мел Хантер (в 5 эпизодах)
- 1960 — Перри Мейсон / Perry Mason — Артур Поу (в 1 эпизоде)
- 1960—1961 — Ангел[англ.] / Angel — Джонни Смит (в 33 эпизодах)
- 1960, 1964 — Караван повозок[англ.] / Wagon Train — Брэдли Мейсон / Уилл Стеббинс (в 3 эпизодах)
- 1965 — Флиппер / Flipper — доктор Уильям Толлнер (в 1 эпизоде)
- 1966—1969 — Дактари[англ.] / Daktari — доктор Марш Трейси (в 89 эпизодах)[3][4][5]
- 1973 — Улицы Сан-Франциско / The Streets of San Francisco — Фр. Кэри (в 1 эпизоде)
- 1986 — Даллас: Ранние годы / Dallas: The Early Years — доктор Тед Джонсон
- 1989 — Она написала убийство / Murder, She Wrote — Уард Силлоуэй (в 1 эпизоде)

### Режиссёр
- 1965 — Флиппер / Flipper (4 эпизода)

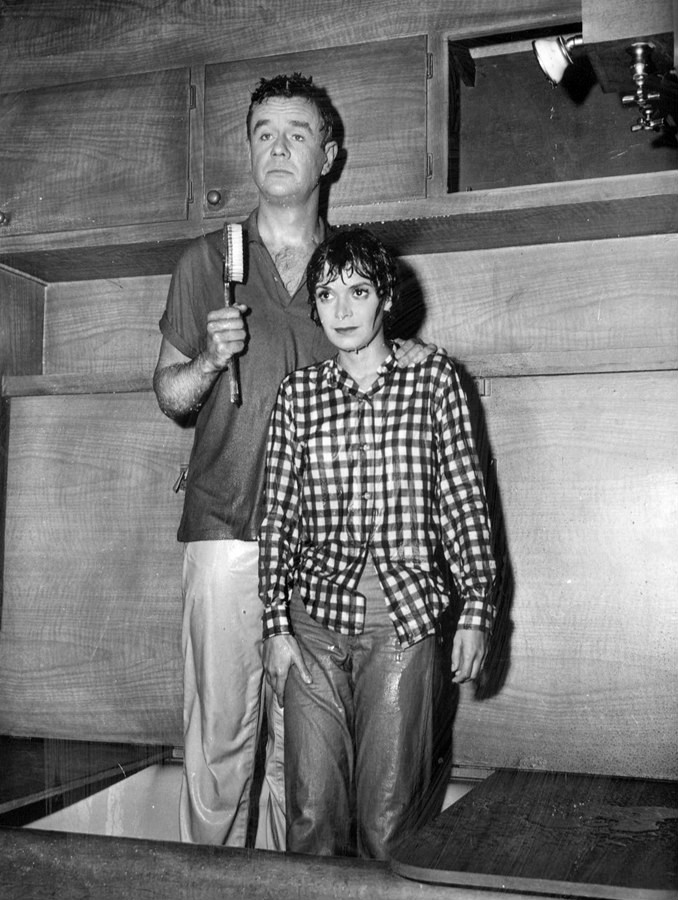
В сериале «Ангел[англ.]» (1961) с актрисой Анни Фарг[фр.]
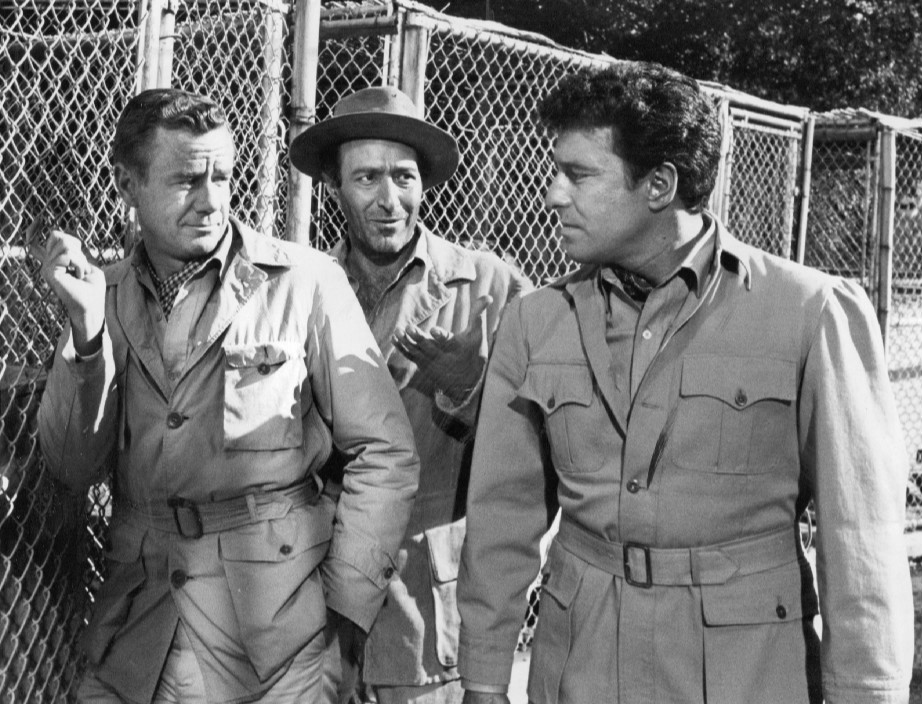
В сериале «Дактари[англ.]» (1966). Томпсон крайний слева.